# José Gutiérrez Maesso
José Gutiérrez Maesso (Azuaga, província de Badajoz, 10 de juny de 1920 - Madrid, 1 d'agost de 2016) va ser un guionista, productor i director de cinema espanyol.

## Biografia
Era fill del metge de Azuaga José Gutiérrez Barneto i María Maesso Miralpeix, filla d'un terratinent local d'ascendència portuguesa i germana de l'advocat, diputat (1915-1919) i governador de Huelva durant la república (1931) i després de Palència (1933) pel Partit Republicà Radical de Alejandro Lerroux Victoriano Maesso Miralpeix. Encara que va néixer en aquesta petita població extremenya al sud-est de Badajoz, iniciada la República, els seus pares van decidir traslladar-se a Madrid per a facilitar els estudis dels seus fills José i Francisco. I quan va esclatar la Guerra civil espanyola en 1936, José estava a Anglaterra per a millorar el seu anglès durant les vacances d'estiu; però encara que la seva família li va donar diners per a embarcar-se en un vaixell a Portugal i l'Argentina, va preferir tornar a Espanya i va passar la frontera per a incorporar-se a Badajoz al bàndol nacionalista.
En 1940 va començar estudis de medicina, però va canviar aviat la matrícula a filosofia i lletres i va complir després el seu servei militar. Després va veure recentment obert (1947) l'Instituto de Investigaciones y Experiencias Cinematográficas (IIEC) i va decidir fer-se cineasta. Va acabar com primer de la seva promoció entre condeixebles com Agustín Navarro, Juan Antonio Bardem i Luis García Berlanga. Entre els seus professors va tenir a Carlos Serrano de Osma i Lluís Marquina i Pichot i ell mateix arribaria a ser catedràtic de guió de l'EOC o Escola Oficial de Cinema, que és com es va rebatejar a la IIEC; Carlos Saura, Mario Camus i José Luis García Sánchez van ser els seus alumnes, encara que també va ser un excel·lent professor de direcció, segons el parer d'un dels seus alumnes, Manuel Gutiérrez Aragón, que admirava els seus mètodes per a fer pràctiques. Va participar activament en les crides Converses de Salamanca que pretenien renovar el cinema espanyol. També va escriure articles per a la revista professional Objetivo.
El seu primer llargmetratge data de 1953: El alcalde de Zalamea, una adaptació del dramaturg Pedro Calderón de la Barca que transcorria en les seves terres natals extremenyes, amb famosos actors de CIFESA com Manuel Luna, Marco Davó, Alfredo Mayo i Isabel de Pomés. Des de 1954 a 1978 va escriure almenys 29 pel·lícules i des de 1959 a 1992 va produir 24 en l'empresa TECISA. Només va dirigir cinc films: El clan de los inmorales (1975), Alibi nella luce rossa (1970), El gran crucero (1970), Sucedió en Sevilla (1955) i l'esmentat El alcalde de Zalamea (1954). Va posar en marxa la productora UNINCI (on es van forjar les primeres pel·lícules de Juan Antonio Bardem i Luis García Berlanga) i va escriure alguns spaghetti westerns (per exemple, el mític Django (1966) de Sergio Corbucci, encara que va rebutjar produir Per un grapat de dòlars) i altres pel·lícules de gènere (policíaques, de terror i d'espies); destaquen els seus guions per a Tal vez mañana, El alcalde de Zalamea, Martes y trece o América rugiente. Entre les seves produccions hom pot esmentar La vida alrededor (1959), la nominada a l'Oscar Los Tarantos (1963) i Divinas palabras (1987).
Va ser el primer a produir un western europeu (no els italians) i també va ser un pioner a utilitzar els paisatges d'Almeria del desert de Tabernas (paella western) per rodar la primera pel·lícula de l'oest a Europa: Tierra brutal / La chevauchée de outlaws / The savage guns (1962), una coproducció hispano-britànica. A més va ser un dels primers productors que en els anys seixanta va realitzar coproduccions amb regularitat, sobretot amb Itàlia (es va instal·lar en Roma en 1962 i també va fer coproduccions amb Alemanya). En 2003 se li va fer un homenatge al Festival Ibèric de Cinema de Badajoz, però mai va rebre un Goya d'honor.

## Filmografia

### Com a guionista
- 1978 La violación de la señorita Julia (no acreditat)
- 1978 Desnuda ante el espejo
- 1976 Atraco en la jungla
- 1976 El taxista de señoras
- 1976 Mayra, la venus negra
- 1975 Yo no perdono un cuerno
- 1975 El clan de los inmorales
- 1973 Ajuste de cuentas
- 1972 Trágica ceremonia en villa Alexander
- 1972 Tedeum
- 1972 Laberinto
- 1972 Sumario sangriento de la pequeña Estefania
- 1970 El gran crucero
- 1970 El tesoro del capitán
- 1969 Casi jugando
- 1969 América rugiente
- 1969 El crimen también juega
- 1968 Un atraco de ida y vuelta
- 1968 Un tren para Durango
- 1967 Los despiadados
- 1966 El precio de un hombre: The Bounty Killer
- 1966 Django (co·laborador del guió, no acreditat)
- 1966 Mademoiselle de Maupin
- 1964 Minnesota Clay
- 1964 Los mangantes
- 1963 Scherezade
- 1962 Los motorizados (no acreditat en la versió italiana)
- 1962 Martes y trece
- 1958 Tal vez mañana
- 1955 Sucedió en Sevilla (adaptació)
- 1954 El alcalde de Zalamea (adaptació)

### Com a director
- El clan de los inmorales (1975)
- Alibi nella luce rossa (1970)
- El gran crucero (1970)
- Sucedió en Sevilla (1955)
- El alcalde de Zalamea (1954)

### Com a productor
- 1992 La mansión de los Cthulhu
- 1987 Divinas palabras
- 1978 La violación de la señorita Julia (no acreditat)
- 1978 Desnuda ante el espejo (productor executiu)
- 1976 Atraco en la jungla
- 1975 La casa del exorcismo (no acreditat)
- 1973 El diablo se lleva los muertos (productor no acreditat)
- 1973 Ajuste de cuentas
- 1972 Trágica ceremonia en villa Alexander
- 1972 Coartada en disco rojo
- 1969 América rugiente
- 1968 Un atraco de ida y vuelta
- 1968 Un tren para Durango
- 1967 Los despiadados (coproductor no acreditat)
- 1966 El precio de un hombre: The Bounty Killer
- 1966 Django (coproductor no acreditat)
- 1966 La muerte viaja en baúl
- 1964 Alerte a Gibraltar
- 1963 Los Tarantos
- 1963 Gringo
- 1962 Los motorizados
- 1962 Tierra brutal
- 1962 Martes y trece
- 1959 La vida alrededor (productor executiu)